# Griffin in Summer
Griffin in Summer ist eine Filmkomödie von Nicholas Colia. Die Weltpremiere des Coming-of-Age-Films mit Nachwuchsdarsteller Everett Blunck in der Titelrolle und Melanie Lynskey in der Rolle seiner Mutter erfolgte im Juni 2024 beim Tribeca Film Festival, wo der Film mit dem Founders Award und Colia für sein Drehbuch ausgezeichnet wurde.

## Handlung
Der 14-jährige Möchtegern-Dramatiker Griffin Nafly lebt in Borwood in Massachusetts und will die Sommerferien nutzen, um sein neuestes Werk mit dem Titel Regrets of Autumn zu schreiben. Er plant eine Mischung von Wer hat Angst vor Virginia Woolf und American Beauty. Allerdings kann sich Griffin nicht wirklich auf das Schreiben konzentrieren, da bei ihnen der attraktive 25-jährige Handwerker Brad arbeitet, den er erst skeptisch beäugt, in den er sich schließlich aber Hals über Kopf verliebt. Griffins Mutter Helen hat ihn damit beauftragt, diverse Reparaturen am Haus durchzuführen und den Pool zu reinigen.
Brad stammt auch aus Borwood und ist gerade aus New York zurückgekehrt, wo er versucht hatte, als Performancekünstler durchzustarten. Als Griffin von dieser anderen Seite des tätowierten jungen Mannes erfährt, glaubt er in ihm einen Seelenverwandten gefunden zu haben und zeigt ihm seine Arbeit.

## Produktion

### Regie und Drehbuch
Regie führte Nicholas Colia, der auch das Drehbuch schrieb. Er erwarb einen Masterabschluss an der Graduate Film School der New York University und erhielt ein Stipendium von Martin Scorsese und Maurice Kanbar. Bei Griffin in Summer handelt es sich um Colias ersten Spielfilm. Dieser ist einerseits an seinen Kurzfilm Alex and the Handyman von 2017 angelehnt, aber andererseits auch von Colias eigener Kindheit inspiriert.

### Besetzung und Dreharbeiten
Der Nachwuchsschauspieler Everett Blunck spielt in der Titelrolle Griffin Nafly. Es handelt sich um seine erste Hauptrolle. Melanie Lynskey spielt seine Mutter Helen. Owen Teague spielt das Objekt seiner Begierde, den attraktiven 25-jährigen Handwerker Brad, und Kathryn Newton dessen Freundin. Abby Ryder Fortson, bekannt aus Filmen wie Ant-Man und Are You There God? It’s Me, Margaret. und Fernsehserien wie Transparent, spielt Griffins beste Freundin Kara, die sich in diesem Sommer auf ihre neue Beziehung konzentriert.
Die Dreharbeiten fanden in Richmond im US-Bundesstaat Virginia statt. Als Kameramann fungierte Felipe Vara de Rey, der zuletzt für den Science-Fiction-Film See You Yesterday von Stefon Bristol,  das Filmdrama Madres – Der Fluch von Ryan Zaragoza und die romantische Komödie Fire Island von Andrew Ahn tätig war.

### Filmmusik und Veröffentlichung
Die Filmmusik steuerte die in Los Angeles lebende israelisch-niederländische Film- und Fernsehkomponistin, Dirigentin, Flötistin und Pianistin Nami Melumad bei. Sie ist für ihre Arbeit für die Fernsehserien Star Trek: Strange New Worlds und Star Trek: Prodigy und den Film Thor: Love and Thunder bekannt.
Die Weltpremiere des Films fand am 6. Juni 2024 beim Tribeca Film Festival statt, wo er im US Narrative Competition mit dem Founders Award ausgezeichnet wurde. Im September 2024 wird Griffin in Summer beim Nashville Film Festival gezeigt und im Oktober 2024 beim Tribeca Festival Lisboa.

## Rezeption

### Kritiken
Die bei Rotten Tomatoes aufgeführten Kritiken sind 93 Prozent positiv.
Lovia Gyarkye von The Hollywood Reporter beschreibt Griffin in Summer in ihrer Kritik als eine Art Mashup aus Theater Camp und Call Me by Your Name, in denen es ebenfalls um das sexuelle Erwachen eines Jugendlichen geht. Was der Film sehr gut mache, sei, dass er die künstlerischen Bestrebungen seines Protagonisten ernst nimmt. Griffins Schreiben sei für den junge Mann eine Möglichkeit das Chaos in seinem Leben zu ordnen. Von den ersten Momenten des Films an, als Griffin sein in Arbeit befindliches Stück vor einem verwirrten Auditorium von Klassenkameraden ausprobiert, sei Everett Blunck eine fesselnde Erscheinung, und er mache seine Figur nicht nur liebenswert, sondern verhindere auch, dass Griffin einfach wie ein frühreifer Junge wirkt.

### Auszeichnungen
Cleveland International Film Festival 2025
- Auszeichnung im American Independents Competition[14]

Independent Spirit Awards 2025
- Nominierung für den „Someone to Watch Award“ (Nicholas Colia)[15]

Savannah Film Festival 2024
- Nominierung im Wettbewerb[16]

Tribeca Film Festival 2024
- Auszeichnung mit dem Founders Award im US Narrative Competition
- Auszeichnung für das Beste Drehbuch im US Narrative Competition (Nicholas Colia)
- Lobende Erwähnung der Jury beim Best New Narrative Director Award (Nicholas Colia)[17]